# T112戰鬥步槍
T112戰鬥步槍（另稱112式步槍）為中華民國205廠所研發的新一代5.56×45mm NATO戰鬥步槍，將用於取代T65突擊步槍與T91戰鬥步槍 。

## 概要
T112戰鬥步槍在上槍身增加了皮卡丁尼戰術導軌，下槍身則增加了輔助握把，護木採用M-LOK負空間戰術護木，機械瞄具為可折疊式，並在彈匣的部分增加了可視彈藥剩餘量的簍空設計，並且採用複合材料製造。增加拋殼變向器，避免射手左手持槍時被拋出的彈殼燙傷。在100公尺距離的散射面積，從T91的14.5公分縮小到9.8公分，且槍管壽命更長，從6,000發提升至10,000發。
XT112戰鬥步槍已於2023年11月通過初期作戰測評，正式編號為T112戰鬥步槍，預計2025至2028年採購8萬6114把，2025年由中華民國陸軍採購首批2萬5千把，供第一線主戰部隊換裝。

## 參數
發射彈藥：5.56×45mm NATO
使用彈種：M855普通彈及國外通用的曳光彈種、穿甲彈種等
射擊模式：保險、單發、二連發、全自動
彈匣容量：30發
有效射程：600公尺
槍托：五段伸縮式槍托

## 使用國
- 中華民國
  -  中華民國陸軍（預計2025年服役）
  -  中華民國憲兵（預計2025年服役）